# 22338 Janemojo
22338 Janemojo este un asteroid din centura principală de asteroizi.

## Descriere
22338 Janemojo este un asteroid din centura principală de asteroizi. A fost descoperit pe 3 iunie 1992 la Observatorul Palomar de Carolyn S. Shoemaker și David H. Levy. Asteroidul prezintă o orbită caracterizată de o semiaxă mare de 2,90 ua, o excentricitate de 0,29 și o înclinație de 14,7° în raport cu ecliptica.